# Bonner Originale
Als Bonner Originale bezeichnet man in Bonn stadtbekannte Personen, die durch ihre besonderen Fähigkeiten, Angewohnheiten, Fehler oder Schwächen einen hohen Bekanntheitsgrad in der lokalen Bevölkerung erlangt haben und auch nach ihrem Ableben noch besitzen. Sie werden zum Teil als Originale in der Literatur beschrieben. Heinrich Lützeler schrieb diesbezüglich:

„Originale sind dadurch ausgezeichnet, daß sie eigenwillige Ideen erfreulicher Art haben. Zu Unrecht nennt man sie etwas abschätzig »Sonderlinge« oder »Käuze«. Bonn hatte viele Originale, nicht nur unter einfachen Leuten, sondern auch an der Universität.“

Obwohl einige von ihnen schon mehr als ein Jahrhundert tot sind, leben die Originale in Erzählungen und Legenden weiter.

## Jan Loh

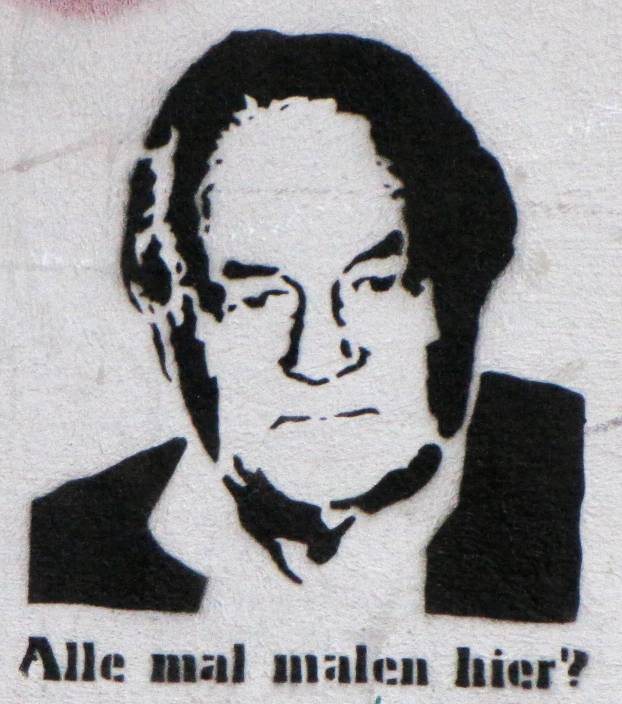
Jan Loh als Stencil-Graffito an einer Hauswand in der Bonner Heerstraße

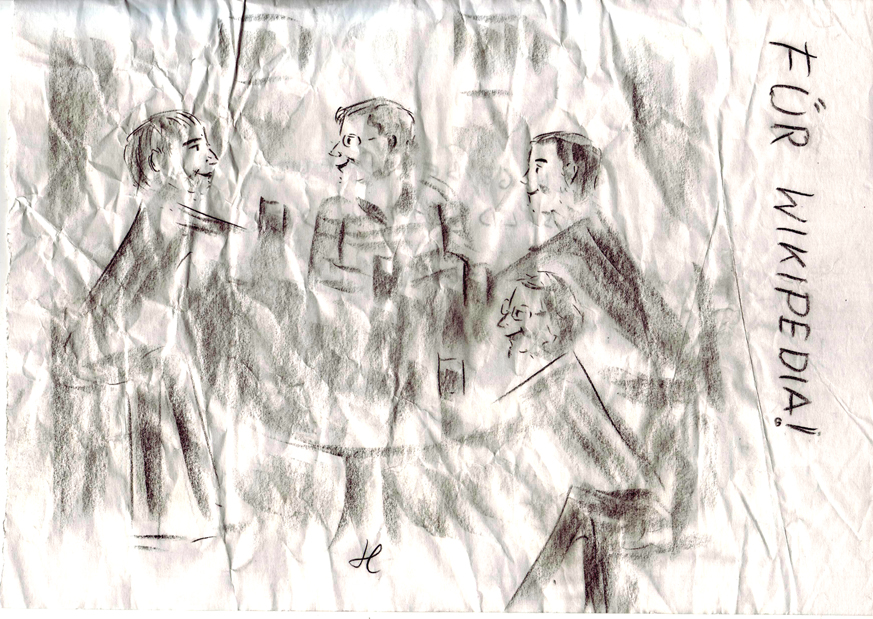
Jan Loh: 4 Wikipedianer (12. Stammtisch im Billa Bonn, Bonn, Juli 2008)

Ferdinand Johannes Gödde; nur bekannt unter seinem selbst gewählten Namen Jan Loh (* 24. Juni 1931 in Gladbeck; † 8. März 2018 in Bonn) gelangte als „Alle-mal-malen-Mann“ zu lokaler Berühmtheit. Er zog Abend für Abend durch Bonner Kneipen und Cafés und bot den Gästen dort seine Dienste an. Für wenig Geld skizzierte er seine Kunden, deutete ihre Handschriften oder Träume und betrieb Gesichtsanalysen. In Bonns Kneipenszene war Loh eine Berühmtheit. Meist sprach er die Leute mit dem gleichen Satz „Alle mal malen hier?“ an, der ihm auch seinen Spitznamen eingebracht hatte. Zum Zeichnen kam er nach eigener Aussage bereits mit elf Jahren, eine künstlerische Ausbildung hatte er nicht. Nach dem Krieg arbeitete er nach eigener Aussage über 30 Jahre für eine Bundesbehörde im Bereich Entwicklungshilfe. Im Adressbuch der Bundeshauptstadt Bonn 1975 ist als Beruf Presselektor angegeben. Mit den Porträtzeichnungen begann er 1995. Im Kommunalwahlkampf 2014 benutzte Die Linke ein Wahlplakat mit dem Slogan „Alle mal wählen“, das die Kandidaten von Loh gezeichnet zeigt. Er selbst lehnte die Bezeichnung 'Original' für sich ab.
Loh starb am 8. März 2018 infolge eines Sturzes im Alter von 86 Jahren. Die Urnenbeisetzung erfolgte am 14. April 2018 auf dem Kessenicher Friedhof. Am 25. August 2020 beschloss die Bezirksvertretung Bonn, eine Fläche hinter dem Stadthaus (Weiherstraße/Ecke Maxstraße) in der Altstadt als Jan-Loh-Platz zu benennen.

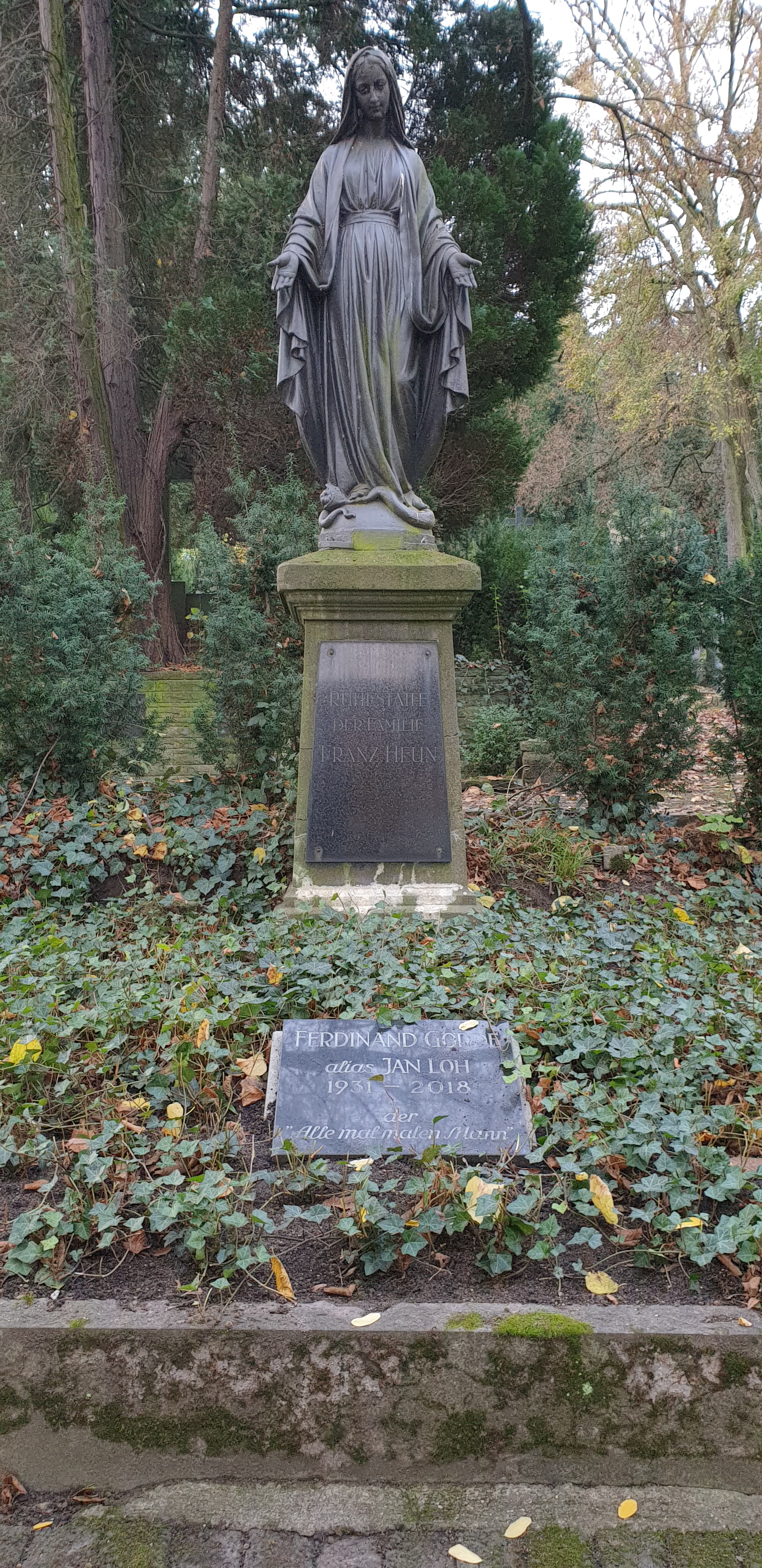
Grabstätte von Jan Loh

## Egon Venus

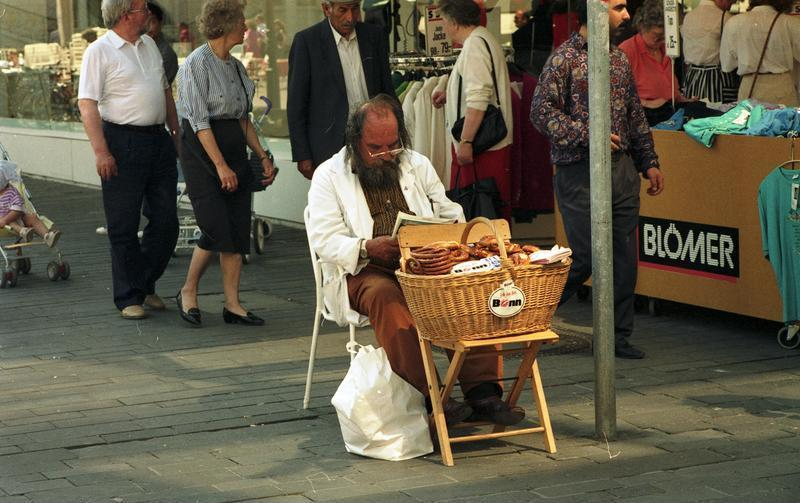
Egon Venus in der Bonner Innenstadt (Fußgängerzone)

Egon Venus († 3. September 2009 in Bonn), der Mann mit der Baskenmütze, war als „Brezel-Hein“ in Bonn bekannt.

Tagsüber fand man ihn mit seinem Brezelkorb am Bonner Marktplatz. Abends verkaufte er seine Brezeln in der Beethovenhalle, im Brückenforum und im Pantheon. Zu Hauptstadtzeiten verschenkte er die Brezeln an verschiedene Staatsoberhäupter, u. a. an Queen Elizabeth, François Mitterrand oder Jimmy Carter.

Er, den manche auch als „Mandel-Hein“ kannten, da er anfangs Tütchen mit Mandeln im Schokomantel verkaufte, erzählte nicht viel von seinem Leben. Falls doch, dann handelten seine Geschichten von Krieg und Fremdenlegion, prominenten Schwestern und seinem Sohn, dem General.

Mandel-Hein verstarb im Alter von 79 Jahren im Bonner Waldkrankenhaus und wurde auf dem Nordfriedhof beerdigt.

## Ria Maternus
Ria Maternus (1914–2001) war die Wirtin des Weinhaus Maternus in Bonn-Bad Godesberg. Dort trafen sich viele deutsche Bundestagsabgeordnete, Bundesminister und -kanzler, aber auch internationale Politiker – darunter alle amerikanischen Präsidenten von Harry S. Truman bis Ronald Reagan. Nach ihr wurde der Godesberger Bahnhofsvorplatz in Ria-Maternus-Platz umbenannt.

## Bramson & Munkes
Nikolaus Josten alias Bramson war ein Hüne von Gestalt, Anton Goelden alias Munkes dagegen klein und schmächtig. Bramson hatte seinen Spitznamen von einem auf der Endenicher Allee wohnenden Engländer, bei dem er Teppiche ausklopfte und auch sonst tätig war. Wie Munkes zu seinem Spitznamen kam, ist unbekannt. Als Vorgänger von Pat und Patachon trieben die beiden unzertrennlichen Dienstmänner gegen Ende des 19. Jahrhunderts in Bonn ihre Scherze. In Landsknechtskostümen und mit Hellebarden bewaffnet bewachten sie die Karnevalssitzungen der Bonner Sternschnuppen.

## Bernhard Schiefgen
Bernhard Schiefgen (1820 bis 25. Juni 1907), ein aus Danzig stammender Straßenmusikant. Jahrzehntelang hat er mit seiner Querflöte gemeinsam mit den Musikantenkollegen „Lutscher“ auf der Geige und „Bem“ auf der Gitarre in Bonner Gaststätten musiziert, bei Familienfesten und in den Bonner Studentenkneipen aufgespielt, Ständchen gebracht und sich so durchs Leben geschlagen. „De Schiefges Kapell“ war ein fester Bestandteil im kulturellen Bonner Leben zur Kaiserzeit. Schiefgen starb im Bonner Männerasyl.

## Fränze Hannes
Fränze Hannes soll als „Rhingschürjer“ (Arbeiter am Bonner Rheinhafen) in jungen Jahren Kohlensäcke von drei Zentnern Gewicht getragen haben. Später war er als Moritatensänger eine feste Größe im Bonner Karneval. Im Jahre 1897 war er gar auf Bonner Ansichtskarten zu sehen.

## Mutter Schüffelgen
Veronika Schüffelgen geb. Münch (27. Mai 1845 bis 22. Juli 1937), die Blumenfrau aus Villip bei Bonn. Viele Jahrzehnte zog sie Tag für Tag von Villip nach Bonn und bot auf Straßen und in Lokalen ihre „Strüßje“ an. Sie gehört zu den Bonner Originalen und wurde auch 1985 in einem Karnevalsorden verewigt. Sie hat ein Ehrengrab auf dem Villiper Friedhof. Selbst Kaiser Wilhelm II., der sie noch aus seiner Bonner Studienzeit kannte, gratulierte ihr zur goldenen Hochzeit im Jahre 1918.

## Matthias Natius
Als „Rheinischer Götz“ war der Godesberger Schlosser Matthias Natius (1859–1922) weithin bekannt. Seine Kraft war legendär, trotz einer amputierten linken Hand konnte er 125 Pfund stemmen. Seinen Spitznamen brachte ihm die selbstgebaute eiserne Handprothese ein. Sogar die Universität interessierte sich für seine damals vielbeachtete Erfindung. Ruth Underhill beschrieb seine claw (deutsch: Kralle) 1918 in Provision for war cripples in germany.

## Mökmann
Der Mökmann, mit bürgerlichem Namen Christian Merker, lebte in den 1880er Jahren in Bonn in der Rheingasse und später in einem Haus Ecke Wilhelmstraße / Friedensplatz. Mökmann war in Bonn durch sein Aussehen, stets mit Gehrock und Vatermörder gekleidet, als auch durch seine Geldgeschäfte, dem Verleih von Geld gegen hohe Zinsen, sehr bekannt.
Mökmann gehörte zu dieser Zeit das Haus Rheingasse Nr. 7, früher „Zum Walfisch“ benannt, das irrtümlich als Geburtshaus Beethovens bezeichnet wurde. Selbst Mökmann setzte nichts daran, dem Irrglauben entgegenzuwirken, und zeigte Reisenden gerne das, nach seiner Aussage, wahre „Geburtshaus Beethovens“.
Als besondere Attraktion zeigte er bei diesen Führungen das Bett, in dem angeblich Beethoven geboren sein soll. Gegen eine entsprechende Summe war Mökmann bereit, ein Stück Furnier des Bettes abzuschneiden und den Besuchern als Souvenir mitzugeben. War von dem Furnier nichts mehr vorhanden, kaufte Mökmann ein neues gebrauchtes Bett und der Handel mit „echten“ Beethovenandenken ging weiter.
Manchmal, so die Erzählung, vermietete Mökmann das „Beethovenbett“ sogar als Nachtlager. Falls die Übernachtungsgäste ein Stück Furnier als Andenken mitnahmen, jammerte Mökmann solange, bis die Gäste das gesamte Bett kauften.
Dieses einträgliche Geschäft ging so lange gut, bis das echte Geburtshaus Beethovens in der Bonngasse durch die Stadt Bonn gekauft und somit bekannt wurde.
In dem Haus Rheingasse 7 wohnte die Familie Beethoven mit zwei Unterbrechungen ab 1776 bis 1785 bei dem Bäckermeister Gottfried Fischer zur Miete.

## Aennchen Schumacher
Die „Lindenwirtin“ Aennchen Schumacher (1860–1935) war eine besonders bei Studenten berühmte Wirtin des „Gasthofs zum Godesberg“. Ihr rheinischer Frohsinn, ihre liebenswürdige Autorität und ungewöhnliche Musikalität machten den Gasthof zu einem der beliebtesten studentischen Treffpunkte Deutschlands. Nach ihr sind auch die Aennchenstraße und der Aennchenplatz in Bad Godesberg benannt.

## Wolf Michael Schmidt

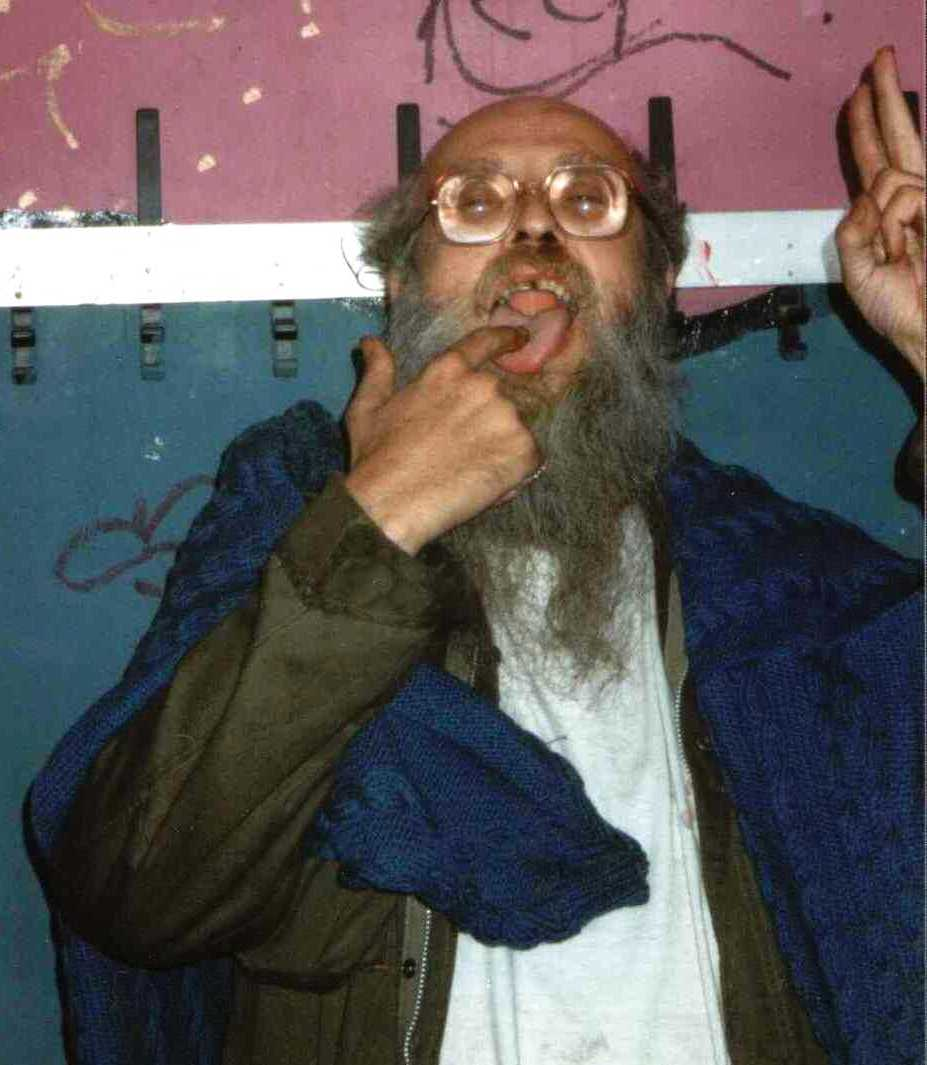
Der „Blues Wolf“ posiert, 1997

„Blues-Wolf“ Wolf Michael Schmidt (1949–2009) war ein Bonner Musiker und Lyriker, der sich ab den späten 60er Jahren in der Bonner (Musik-)Szene herumtrieb und mit seiner Mundharmonika diverse Bühnen bespielte. Befand er sich nicht gerade auf Reisen, war er stets in der Bonner Innenstadt anzutreffen, wo der examinierte Philosoph Freunde und Bekannte traf, tiefsinnige Gespräche führte, Gedichte schrieb oder Haschisch rauchte. Anfang der 80er Jahre erschien ein Gedichtband von ihm im Verlag Peter Wegener. Am 20. Oktober 2009 wurde er tot in seiner Wohnung aufgefunden.